# 加美俳句大賞
加美俳句大賞（かみはいくたいしょう）は、宮城県加美郡中新田町（当時）によって創設された俳句賞。1996年、「現代俳句を通じて未来に通じる新しい精神が生まれてほしい」との願いをこめて設立。当初は中新田俳句大賞（なかにいだはいくたいしょう）という名称であったが、2003年に合併により中新田町が加美町となったため賞名も改められた。年内に発表された句集が選考対象。第11回（2006年度）をもって廃止された。

## 選考委員
金子兜太、三橋敏雄、佐藤鬼房、中原道夫、宗左近、那珂太郎、高橋順子、三浦雅士

## 受賞者一覧
- 第1回（1996年） - 大西泰世 『こいびとになってくださいますか』
- 第2回（1997年）
  - 中新田俳句大賞 - 櫂未知子 『貴族』
  - スウェーデン賞 - 五島高資 『海馬』
- 第3回（1998年） 
  - 中新田俳句大賞 - 市堀玉宗 『雪安居』
  - スウェーデン賞 - 渡辺誠一郎 『余白の轍』
- 第4回（1999年）
  - 中新田俳句大賞 - 渡辺鮎太 『十一月』
  - スウェーデン賞 - 高山れおな 『ウルトラ』
- 第5回（2000年）
  - 中新田俳句大賞 - 夏井いつき 『伊月集』
  - スウェーデン賞・ソニー中新田賞 - 増田まさみ 『冬の楽奏』
- 第6回（2001年）
  - 中新田俳句大賞 - 水野眞由美 『陸封譚』
  - スウェーデン賞 - あざ蓉子 『猿楽』
- 第7回（2002年）
  - 中新田俳句大賞 - ドゥーグル・J.リンズィー 『むつごろう』
  - スウェーデン賞 - 坪内稔典 『月光の音』
- 第8回（2003年）
  - 加美俳句大賞 - 鳥居真里子 『鼬の姉妹』
  - スウェーデン賞 - 水月りの 『人魚姫のトウシューズ』
- 第9回（2004年）
  - 加美俳句大賞 - 伊藤淳子 『夏白波』
  - スウェーデン賞 - 筑紫磐井 『筑紫磐井集』
- 第10回（2005年）
  - 加美俳句大賞 - 石母田星人 『濫觴』
  - スウェーデン賞 - 相原左義長 『地金』、藤村真理 『からり』
- 第11回（2006年）
  - 加美俳句大賞 - 高山れおな 『荒東雑詩』
  - スウェーデン賞 - 橋本喜夫 『白面』